# Braç (concepte social)
|  | Aquest article tracta sobre el concepte social. Si cerqueu la part del cos, vegeu «braç (anatomia)». |

Els braços eren la representació estamental a les corts i parlaments del Principat de Catalunya, del Regne de València i dels diversos regnes de la Corona d'Aragó.
- El Braç eclesiàstic integrat per representants del clergat
- El Braç militar format per membres de la noblesa laica
- El Braç reial o braç popular, integrat per membres de les ciutats i viles amb representació a les Corts.